# 浜中町

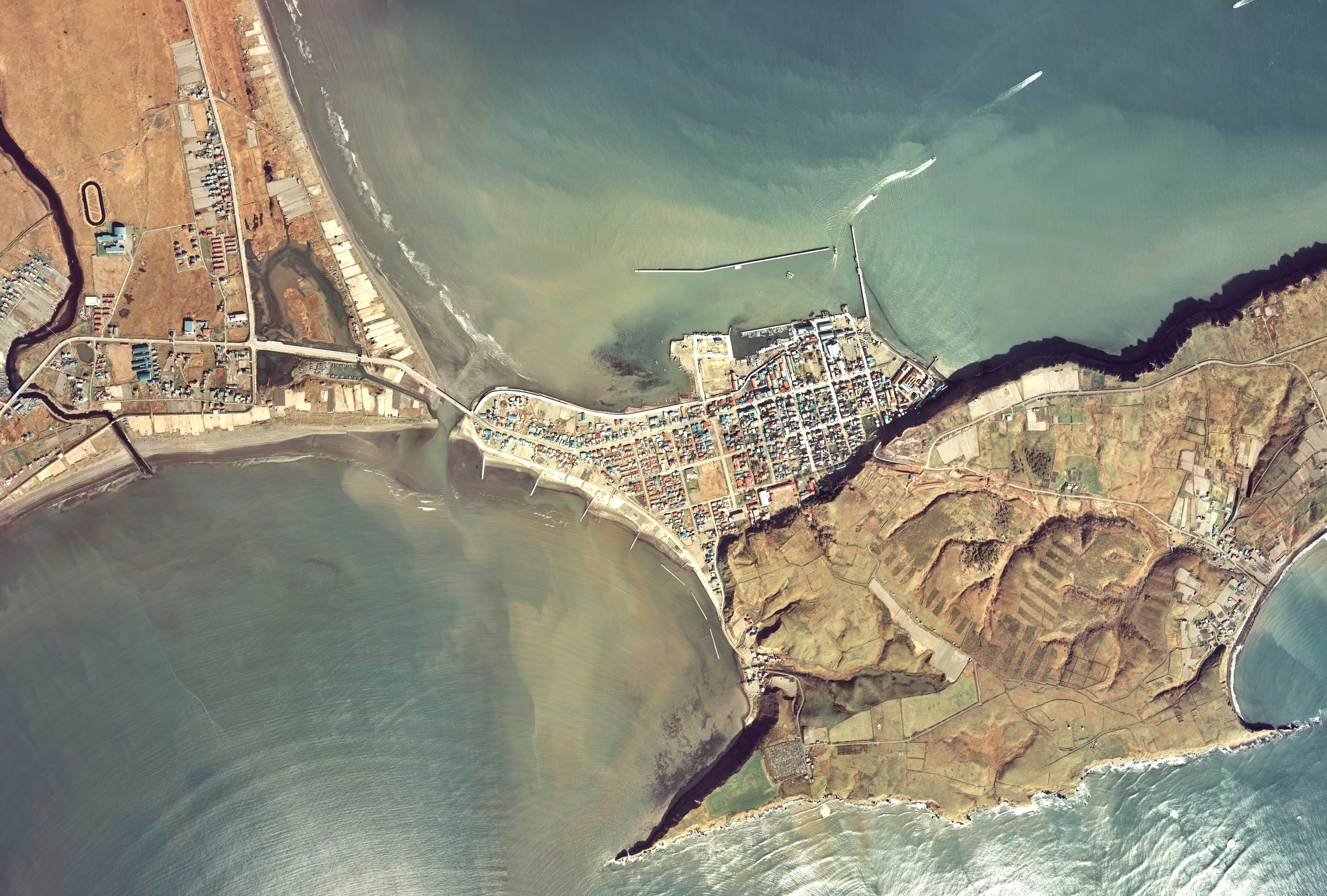
浜中町役場のある霧多布地区周辺の空中写真。画像右上部は浜中湾、左下部は琵琶瀬湾。画像左上方の茶褐色に見える一帯は霧多布湿原である。1978年撮影の10枚を合成作成。
。

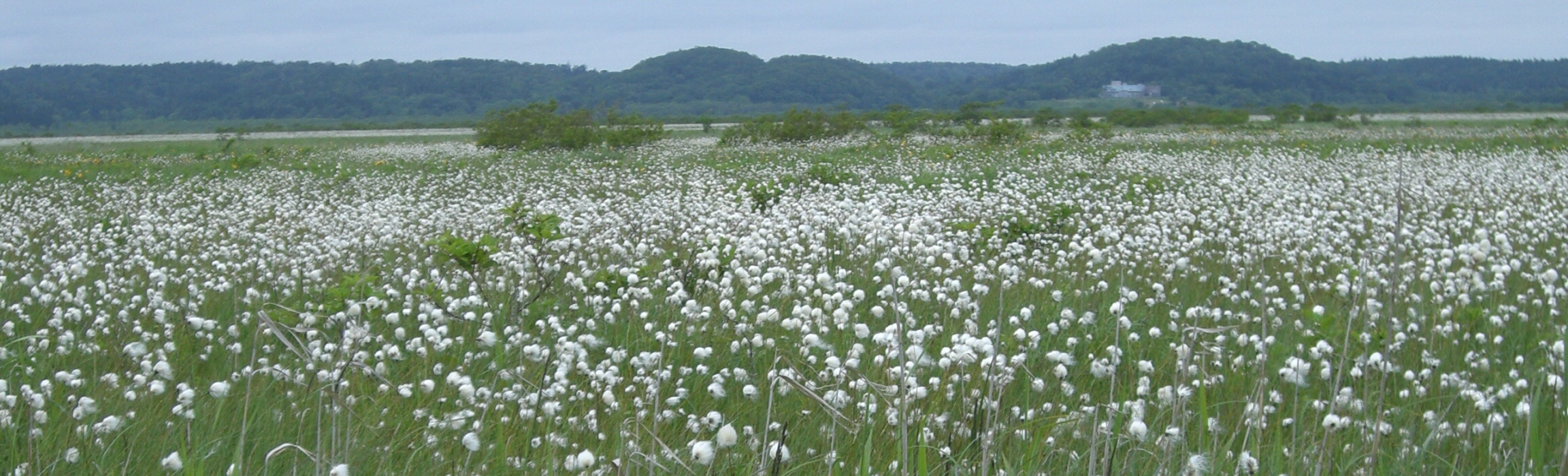
霧多布湿原の7月初旬、白いワタスゲの実

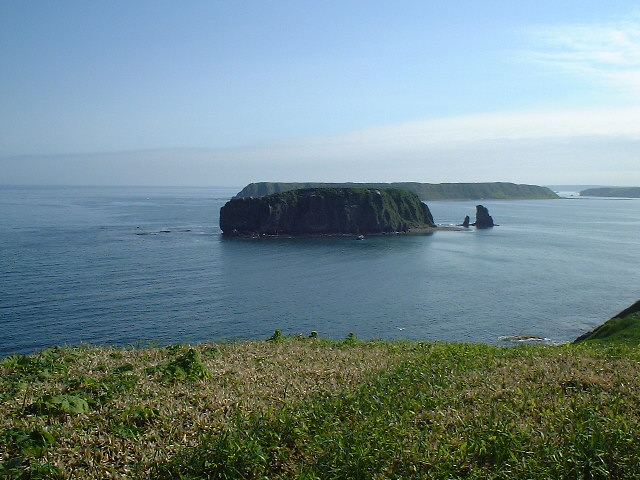
アゼチ岬から見た小島と嶮暮帰島（後方）

浜中町（はまなかちょう）は、北海道釧路総合振興局管内の厚岸郡にある町。
幾度も津波被害にあったことから、海岸沿いの陸地に総延長17キロメートルにも及ぶ防潮堤が建設され、全国初の津波防災ステーションがつくられた。街が城壁に囲まれたような光景が見られる。

## 町名の由来
現在役場が置かれている霧多布市街の北の付近が地名の発祥で、アイヌ語の「オタノㇱケ（ota-noske）」（砂浜・の中央）と呼ばれていたものを意訳したもの。その後鉄道開通時に浜中駅が内陸部に設置されたため、地名としては現在の駅付近（浜中市街）を指すようになっている。

## 地理
釧路総合振興局東南部に位置、太平洋に面する沿岸の町。北海道本島側の暮帰別（ぼきべつ）と陸繋島である湯沸島間に形成された陸繋砂州（トンボロ）上の霧多布（きりたっぷ）地区に役場があったが、津波浸水の懸念があることから高台である同地に移転され、2021年（令和3年）1月に新庁舎が完成した。
釧路市から東に約80km、根室市から西に約50kmの位置にある。太平洋に面し、浜中湾および琵琶瀬湾を形成。
北部は丘陵が広がり、国道44号が東西に縦貫する。厚岸霧多布昆布森国定公園があり、南部は面積約3,168ヘクタールの霧多布湿原を有する平野になっている。
夏は濃霧が発生しやすく、気温があまり上がらない。
- 山  湯沸山
- 河川  琵琶瀬川
- 湖沼  火散布沼（ひちりっぷぬま）・藻散布沼
- 湾  浜中湾・琵琶瀬湾
- 島  湯沸島・嶮暮帰島・小島・ゴメ島

## 気候
ケッペンの気候区分によると、浜中町は湿潤大陸性気候に属する。寒暖の差が大きく気温の年較差、日較差が大きい顕著な大陸性気候である。降雪量が多く、豪雪地帯に指定されている。冬季は-20℃前後の気温が観測されることが珍しくなく、寒さが厳しい。
| 榊町（1991年 - 2020年）の気候      | 榊町（1991年 - 2020年）の気候 | 榊町（1991年 - 2020年）の気候 | 榊町（1991年 - 2020年）の気候 | 榊町（1991年 - 2020年）の気候 | 榊町（1991年 - 2020年）の気候 | 榊町（1991年 - 2020年）の気候 | 榊町（1991年 - 2020年）の気候 | 榊町（1991年 - 2020年）の気候 | 榊町（1991年 - 2020年）の気候 | 榊町（1991年 - 2020年）の気候 | 榊町（1991年 - 2020年）の気候 | 榊町（1991年 - 2020年）の気候 | 榊町（1991年 - 2020年）の気候 |
| 月                                 | 1月                           | 2月                           | 3月                           | 4月                           | 5月                           | 6月                           | 7月                           | 8月                           | 9月                           | 10月                          | 11月                          | 12月                          | 年                            |
| ---------------------------------- | ----------------------------- | ----------------------------- | ----------------------------- | ----------------------------- | ----------------------------- | ----------------------------- | ----------------------------- | ----------------------------- | ----------------------------- | ----------------------------- | ----------------------------- | ----------------------------- | ----------------------------- |
| 最高気温記録 °C （°F）             | 8.7 (47.7)                    | 12.6 (54.7)                   | 15.1 (59.2)                   | 23.5 (74.3)                   | 35.2 (95.4)                   | 30.7 (87.3)                   | 34.1 (93.4)                   | 35.5 (95.9)                   | 30.2 (86.4)                   | 24.7 (76.5)                   | 20.7 (69.3)                   | 13.0 (55.4)                   | 35.5 (95.9)                   |
| 平均最高気温 °C （°F）             | −0.8 (30.6)                   | −0.8 (30.6)                   | 2.8 (37)                      | 8.1 (46.6)                    | 12.5 (54.5)                   | 15.1 (59.2)                   | 18.6 (65.5)                   | 21.1 (70)                     | 19.9 (67.8)                   | 15.3 (59.5)                   | 9.0 (48.2)                    | 2.2 (36)                      | 10.3 (50.5)                   |
| 日平均気温 °C （°F）               | −5.3 (22.5)                   | −5.3 (22.5)                   | −1.4 (29.5)                   | 3.3 (37.9)                    | 7.6 (45.7)                    | 11.0 (51.8)                   | 14.9 (58.8)                   | 17.3 (63.1)                   | 15.7 (60.3)                   | 10.4 (50.7)                   | 3.9 (39)                      | −2.6 (27.3)                   | 5.8 (42.4)                    |
| 平均最低気温 °C （°F）             | −11.2 (11.8)                  | −11.7 (10.9)                  | −6.7 (19.9)                   | −1.6 (29.1)                   | 3.2 (37.8)                    | 7.8 (46)                      | 12.0 (53.6)                   | 14.3 (57.7)                   | 11.5 (52.7)                   | 4.8 (40.6)                    | −1.8 (28.8)                   | −8.1 (17.4)                   | 1.1 (34)                      |
| 最低気温記録 °C （°F）             | −25.3 (−13.5)                 | −26.0 (−14.8)                 | −21.4 (−6.5)                  | −14.2 (6.4)                   | −4.7 (23.5)                   | −1.5 (29.3)                   | 2.5 (36.5)                    | 5.1 (41.2)                    | 1.1 (34)                      | −5.2 (22.6)                   | −13.0 (8.6)                   | −18.0 (−0.4)                  | −26.0 (−14.8)                 |
| 降水量 mm （inch）                 | 26.2 (1.031)                  | 18.5 (0.728)                  | 50.1 (1.972)                  | 73.1 (2.878)                  | 103.2 (4.063)                 | 111.7 (4.398)                 | 117.3 (4.618)                 | 124.2 (4.89)                  | 157.0 (6.181)                 | 123.3 (4.854)                 | 74.5 (2.933)                  | 56.2 (2.213)                  | 1,033.3 (40.681)              |
| 平均降水日数 （≥1.0 mm）           | 6.0                           | 4.5                           | 7.5                           | 9.3                           | 10.7                          | 8.9                           | 10.3                          | 10.9                          | 10.7                          | 9.1                           | 9.2                           | 7.7                           | 104.3                         |
| 平均月間日照時間                   | 185.6                         | 179.3                         | 197.8                         | 180.1                         | 168.6                         | 125.0                         | 106.2                         | 117.1                         | 146.8                         | 170.2                         | 164.8                         | 165.9                         | 1,913.8                       |
| 出典1：Japan Meteorological Agency |                               |                               |                               |                               |                               |                               |                               |                               |                               |                               |                               |                               |                               |
| 出典2：気象庁                      |                               |                               |                               |                               |                               |                               |                               |                               |                               |                               |                               |                               |                               |

## 歴史

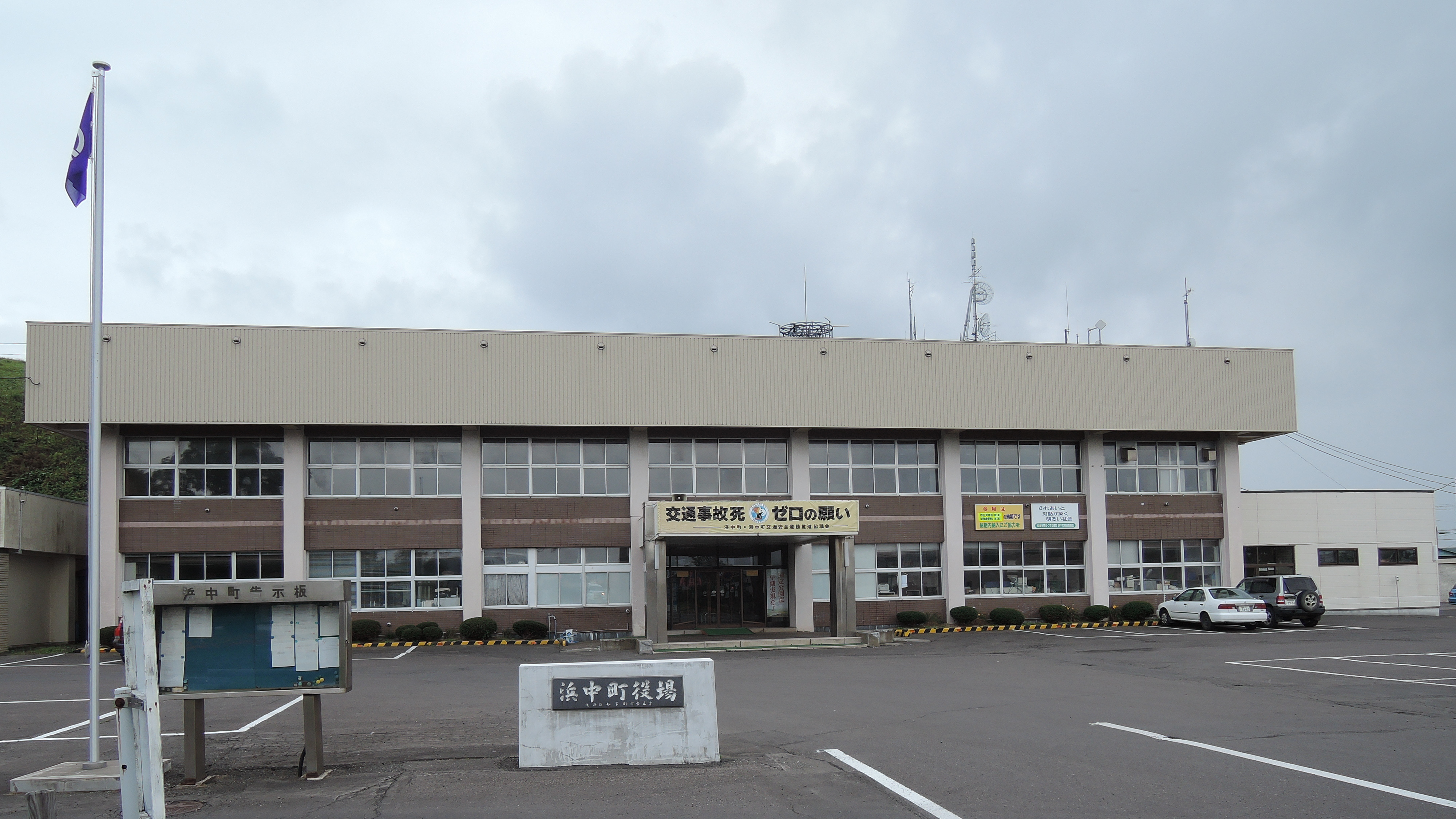
浜中町役場旧庁舎（2013年）

- 1701年（元禄14年）、厚岸場所を分割しキイタップ場所（後の霧多布場所）が開設されたのが町の始まり。
- 1831年(天保2年)2月20日、国籍不明の異国船が厚岸場所ウラヤコタンに碇泊し発砲。同月22日厚岸勤番谷梯小右衛門ら60人が異国船の小船一艘と交戦となり、異国軍追加四艘による攻撃により退却。(ウラヤコタンの交戦) 異国軍は番屋を焼き、小右衛門の部下一人とアイヌ先住民一人を捕虜にしたが、3月3日になり捕虜は書簡と食糧を持たされて釈放され、異国軍は撤退した[6]。
- 1869年（明治元年）、北海道11国86郡が置かれ、現在の浜中町に相当する地域は釧路国厚岸郡に含まれた。同年、榊富右衛門がアシリコタン（現在の榊町）に漁民を定住させ、漁業が開始された。榊町は港に適さない地形だったため、町の中心地はのちに霧多布へと移っていった。
- 1872年（明治5年） 開拓使根室支庁の所轄となり、榊町に浜中出張所が開設される。
- 1879年（明治12年） 榊町に戸長役場設置。
- 1884年（明治17年） 榊町戸長役場廃止、後静村、琵琶瀬村、霧多布村、散布村の四村に分割。
- 1886年（明治19年） 霧多布外一町四村戸長役場設置。
- 1906年（明治39年） 二級町村制が施行及び改称、浜中村となる。
- 1919年（大正 8年） 一級町村制施行、浜中村。
- 1951年 (昭和26年）茶内市街地に存在した大原劇場（映画館）で火災。42人が死亡[7]。
- 1952年（昭和27年） 十勝沖地震の津波により、村が壊滅状態となる。
- 1960年（昭和35年） 1960年チリ地震の津波により、村が再び壊滅状態となり11人が死亡した。
- 1963年（昭和38年） 根室市との境界変更。町制施行、浜中町となる。
- 1999年（平成11年） 霧多布温泉開湯。
- 2011年（平成23年）ルパン三世通り開設。
- 2021年（令和3年）1月6日 - 浜中町役場新庁舎開庁[8]。

## 経済

### 産業
浜中町は気候に恵まれているため、産業が発展している。北部の内陸部では酪農が盛んである。生産される生乳は高品質で、高級アイスクリーム「ハーゲンダッツ」や乳酸菌飲料「カルピス」の原料などで使用されている。また、南部の海岸地帯では漁業（昆布、ホッキなど）が盛んである。特に天然昆布は日本有数の生産量を誇る。主要な港は霧多布港・散布港。

### 農協・漁協
- 浜中町農業協同組合（JA浜中町）
- 浜中漁業協同組合
- 散布漁業協同組合
- 北海道農業共済組合（NOSAI北海道）
  - 釧路東部支所
  - 浜中家畜診療所
  - 姉別家畜診療所

### 金融機関
- 大地みらい信用金庫浜中支店

### 立地企業
- タカナシ乳業北海道工場

### 郵便局
- 霧多布郵便局（集配局）
- 茶内郵便局（集配局）
- 浜中郵便局（集配局）
- 姉別郵便局（集配局）
- 琵琶瀬郵便局
- 火散布簡易郵便局

### 宅配便
- ヤマト運輸道東主管支店：厚岸センター（厚岸町）
- 佐川急便：釧路営業所（釧路市）

## 公共機関

### 警察
- 厚岸警察署霧多布駐在所
- 厚岸警察署茶内駐在所
- 厚岸警察署浜中駐在所

### 消防
- 釧路東部消防組合
  - 浜中消防署
  - 茶内分遣所

## 地域

### 人口
| |                                        |  |
| 浜中町と全国の年齢別人口分布（2005年） | 浜中町の年齢・男女別人口分布（2005年） |  |
| ■紫色 ― 浜中町 ■緑色 ― 日本全国 | ■青色 ― 男性 ■赤色 ― 女性              |  |
| 浜中町（に相当する地域）の人口の推移 \| 1970年（昭和45年） \| 10,192人 \| \| \| 1975年（昭和50年） \| 9,668人 \| \| \| 1980年（昭和55年） \| 9,243人 \| \| \| 1985年（昭和60年） \| 8,921人 \| \| \| 1990年（平成2年） \| 8,395人 \| \| \| 1995年（平成7年） \| 7,866人 \| \| \| 2000年（平成12年） \| 7,335人 \| \| \| 2005年（平成17年） \| 7,005人 \| \| \| 2010年（平成22年） \| 6,511人 \| \| \| 2015年（平成27年） \| 6,061人 \| \| \| 2020年（令和2年） \| 5,507人 \| \| |                                        |  |
| 総務省統計局 国勢調査より |                                        |  |
| 1970年（昭和45年） | 10,192人                               |  |
| 1975年（昭和50年） | 9,668人                                |  |
| 1980年（昭和55年） | 9,243人                                |  |
| 1985年（昭和60年） | 8,921人                                |  |
| 1990年（平成2年） | 8,395人                                |  |
| 1995年（平成7年） | 7,866人                                |  |
| 2000年（平成12年） | 7,335人                                |  |
| 2005年（平成17年） | 7,005人                                |  |
| 2010年（平成22年） | 6,511人                                |  |
| 2015年（平成27年） | 6,061人                                |  |
| 2020年（令和2年） | 5,507人                                |  |

2012年10月末現在（広報はまなかより）
- 総数 6,470人（男3,124人、女3,346人）
- 世帯数 2,486世帯

### 消滅集落
2015年国勢調査によれば、以下の集落は調査時点で人口0人の消滅集落となっている。
- 浜中町 - 新川

### 教育
- 高等学校
  - 霧多布高等学校（町立）
- 中学校
  - 霧多布、茶内、浜中
- 小学校
  - 霧多布、茶内、浜中
- 小中学校
  - 散布（ちりっぷ）
- 閉校した学校　

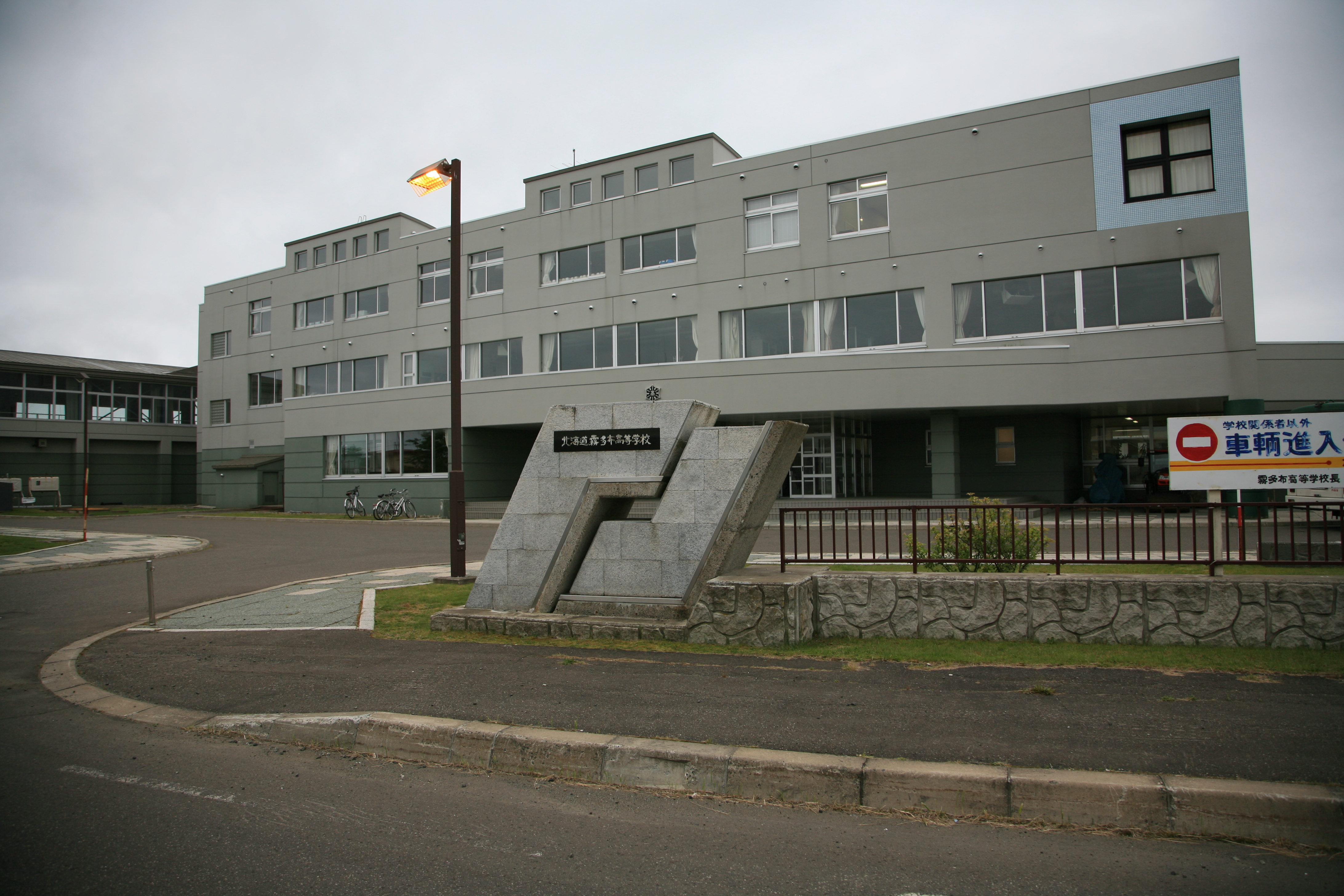
霧多布高等学校

  - 1972年3月 – 三番沢小は茶内小へ統合。
  - 1986年3月 – 熊牛小は浜中小へ統合。
  - 2003年3月 - 奔幌戸（ぽんぽろと）小は浜中小へ統合。
  - 2004年3月 - 円朱別小は茶内小へ統合。
  - 2009年3月 - 茶内第三小は茶内小へ統合。
  - 2010年3月 - 貰人（もうらいと）小は浜中小へ統合。
  - 2012年3月 - 姉別小は浜中小へ統合。
  - 2012年3月 - 西円朱別小は茶内小へ統合。
  - 2012年3月 - 琵琶瀬小は霧多布小へ統合。
  - 2013年3月 - 榊町小は霧多布小へ統合。
  - 2014年3月 - 姉別南小中は浜中小・浜中中へ統合。
  - 2019年3月 - 茶内第一小は茶内小へ統合。

## 隣接している自治体
- 釧路総合振興局
  - 厚岸郡：厚岸町
- 根室振興局
  - 根室市
  - 野付郡：別海町

## 交通

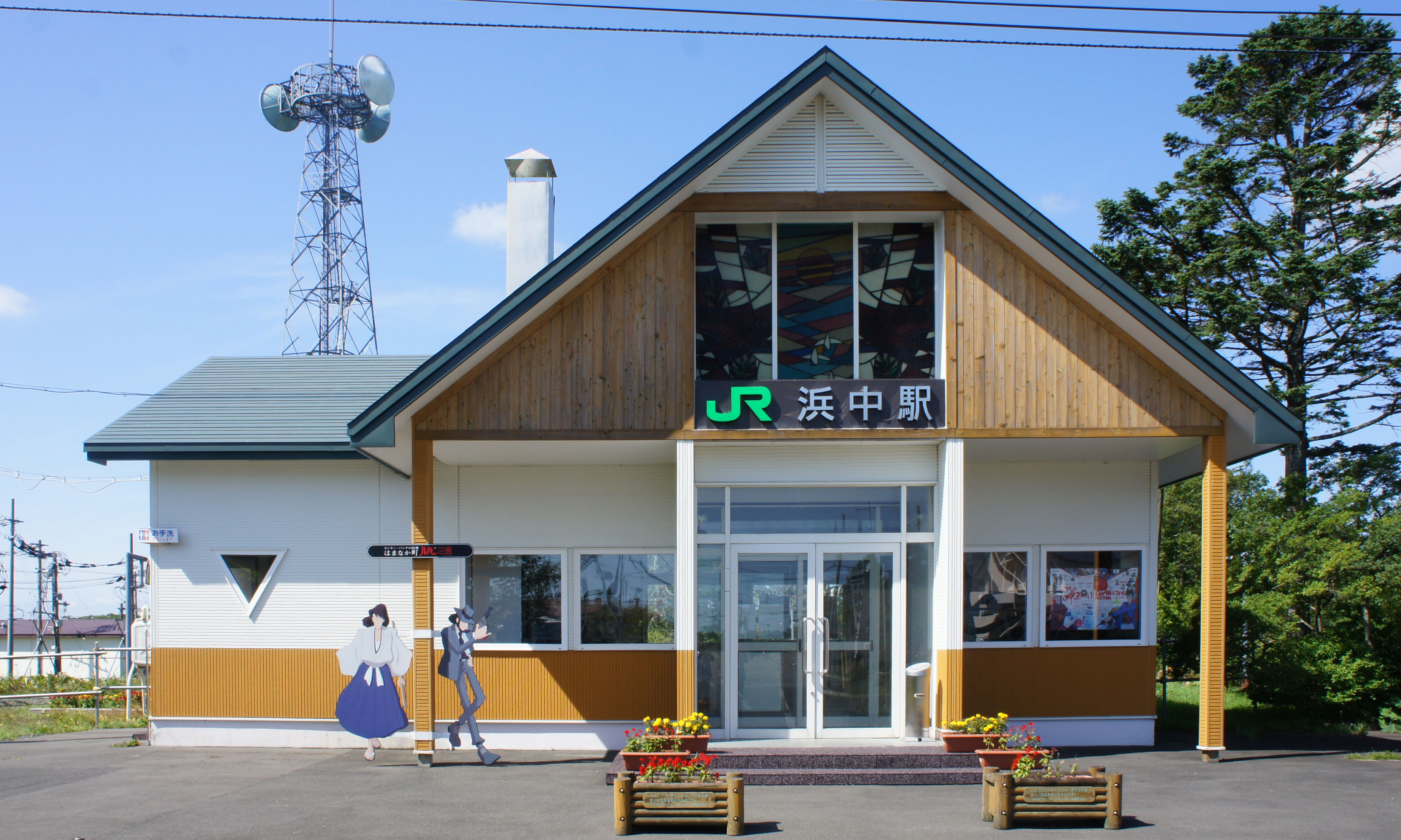
浜中駅

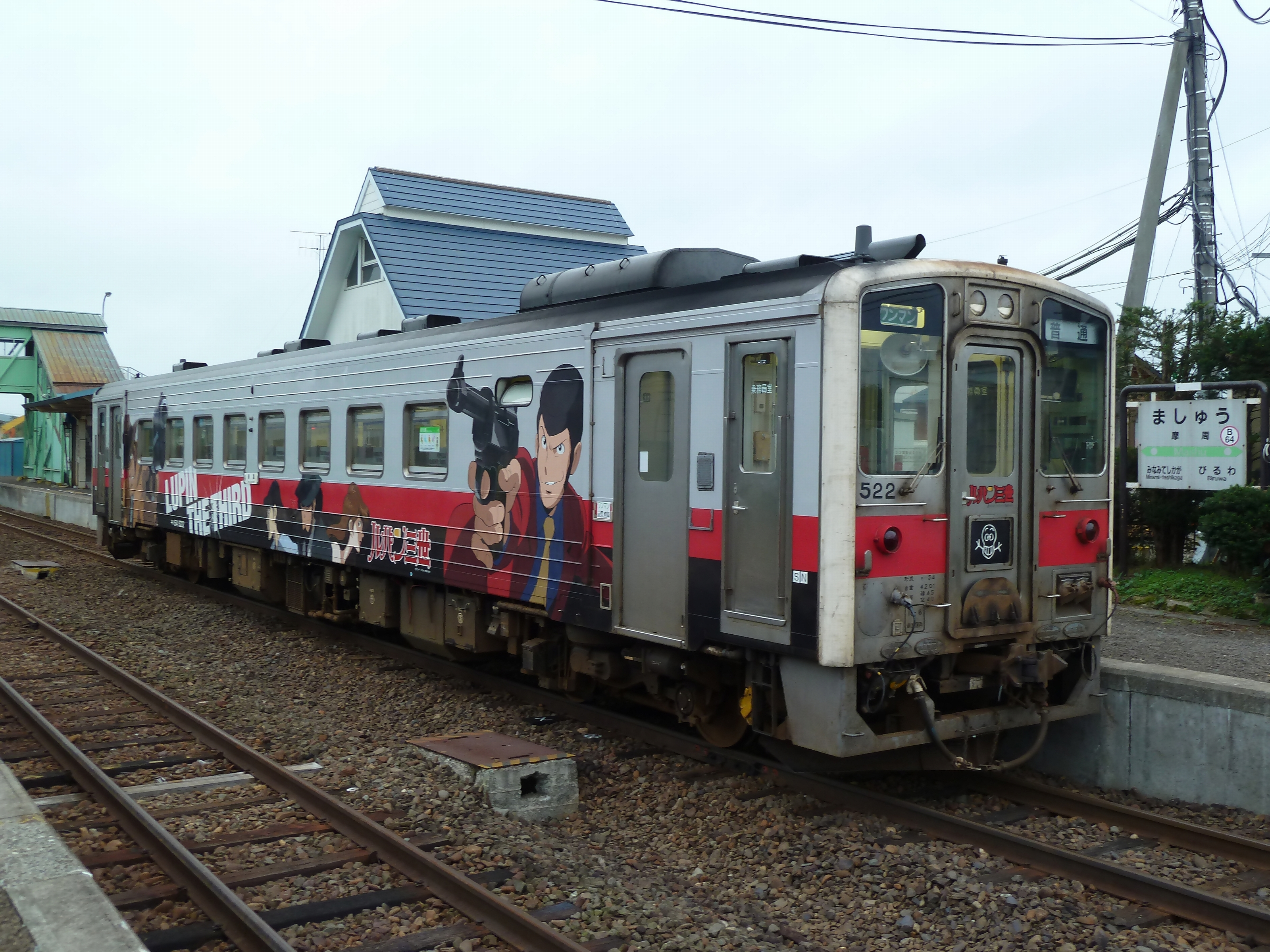
浜中町出身のモンキー・パンチにちなみ、町内を通る鉄道・バスにはルパン三世のキャラクターをラッピングした車両も運用される（JR北海道）

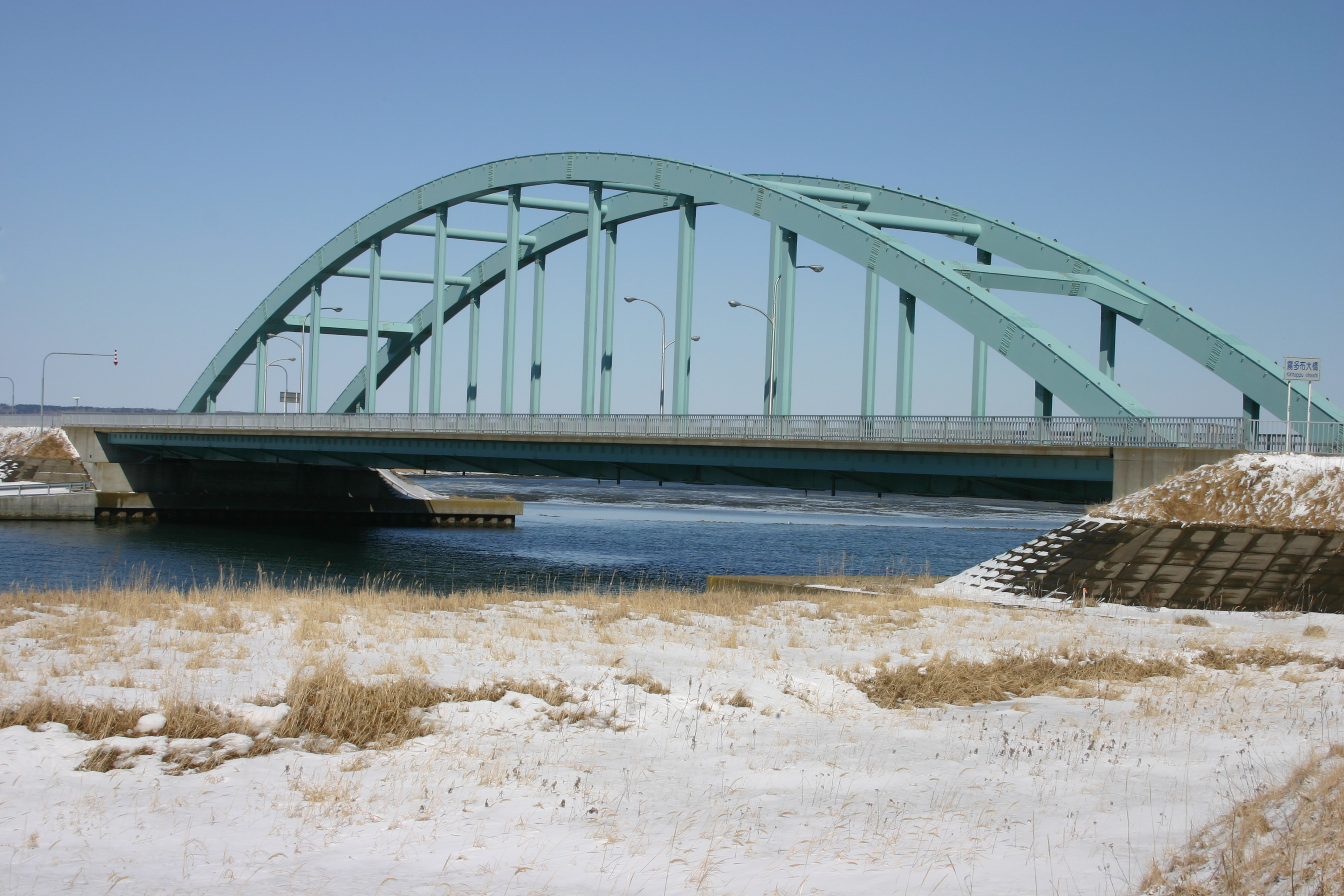
霧多布大橋

### 鉄道
- 北海道旅客鉄道（JR北海道）
  - 根室本線（花咲線） : 茶内駅 - 浜中駅 - 姉別駅

また1972年（昭和47年）までは茶内駅から浜中町営軌道が茶内原野の各地へと伸びていた。

### バス
運行日や経路詳細はバス事業者記事や公式サイトで確認のこと。
- 浜中町営バス
  - 霧多布温泉ゆうゆ・渡散布・藻散布より厚岸町（子野日公園）方面（くしろバス・26 霧多布線より継承）
  - 浜中駅 - 榊町 - 新川十字路 - 役場前 - 霧多布温泉ゆうゆ（くしろバス・浜中線より継承）
- 特急ねむろ号
  - 姉別・浜中・茶内より釧路市方面（くしろバス、根室交通の共同運行）

### 道路
- 高速道路
  - 現在はなし(北海道横断自動車道根室線が計画中)。
- バイパス
  - 現在はなし。
- 一般国道
  - 国道44号
- 道道
  - 北海道道123号別海厚岸線
  - 北海道道142号根室浜中釧路線
  - 北海道道449号別海浜中停車場線
  - 北海道道506号茶内停車場線
  - 北海道道599号火散布茶内停車場線
  - 北海道道807号円朱別原野茶内線
  - 北海道道808号琵琶瀬茶内停車場線
  - 北海道道813号上風連大別線
  - 北海道道988号貰人姉別原野線
  - 北海道道1039号霧多布岬線

## 名所・旧跡・観光スポット・祭事・催事

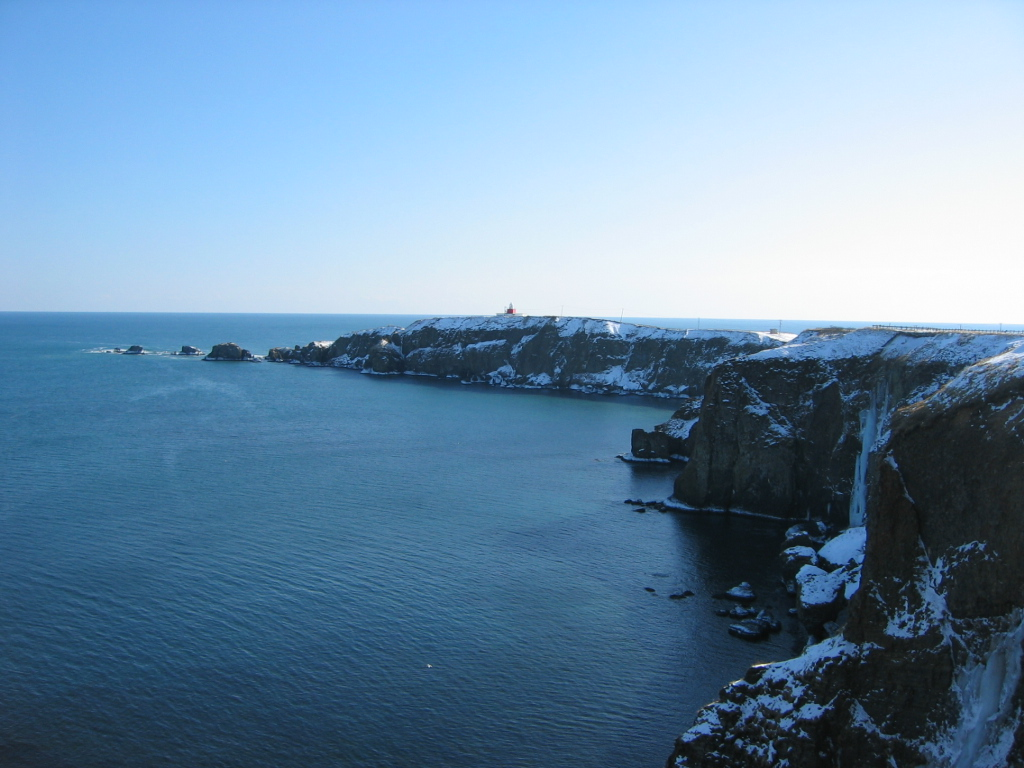
霧多布岬

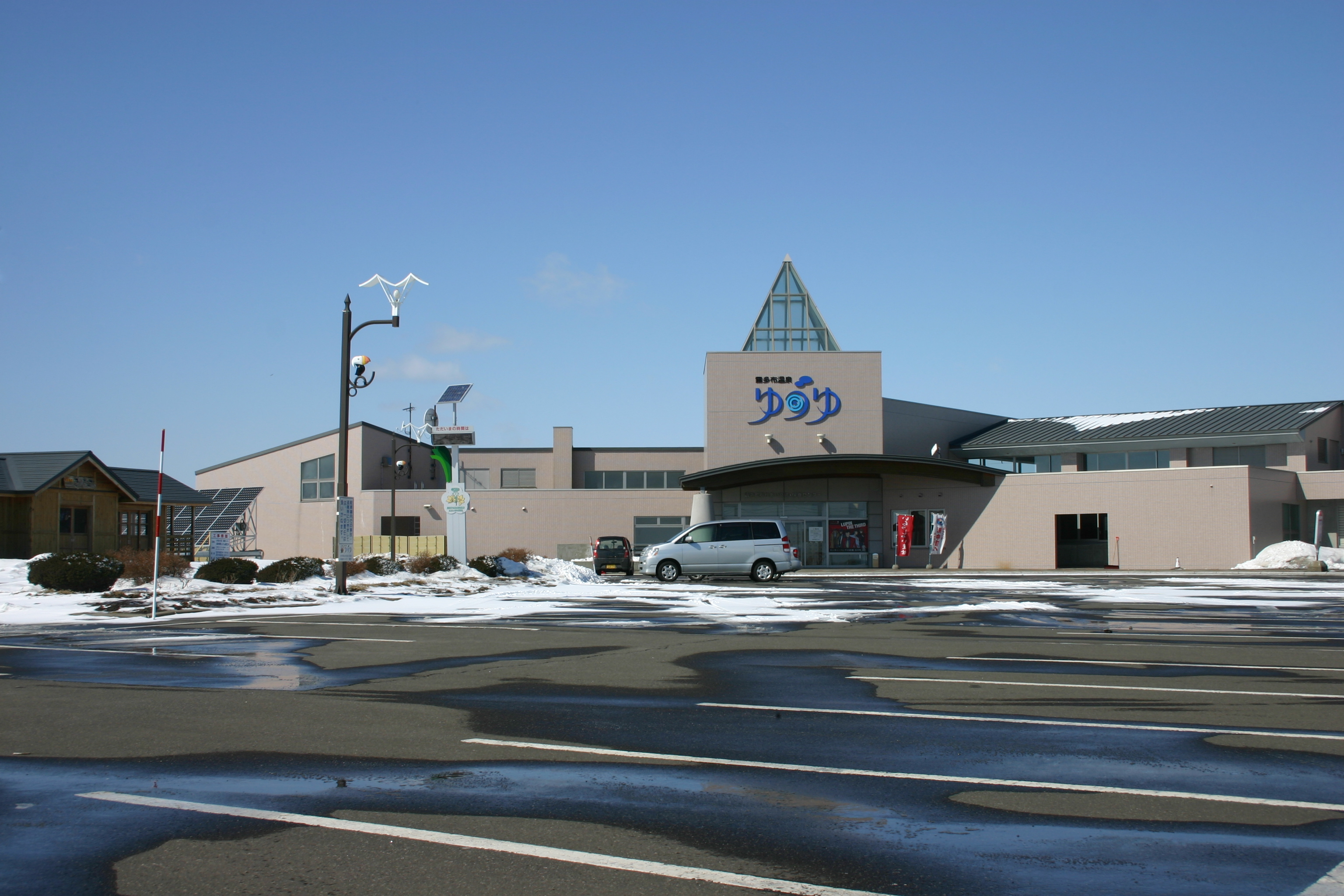
霧多布温泉ゆうゆ

### 観光

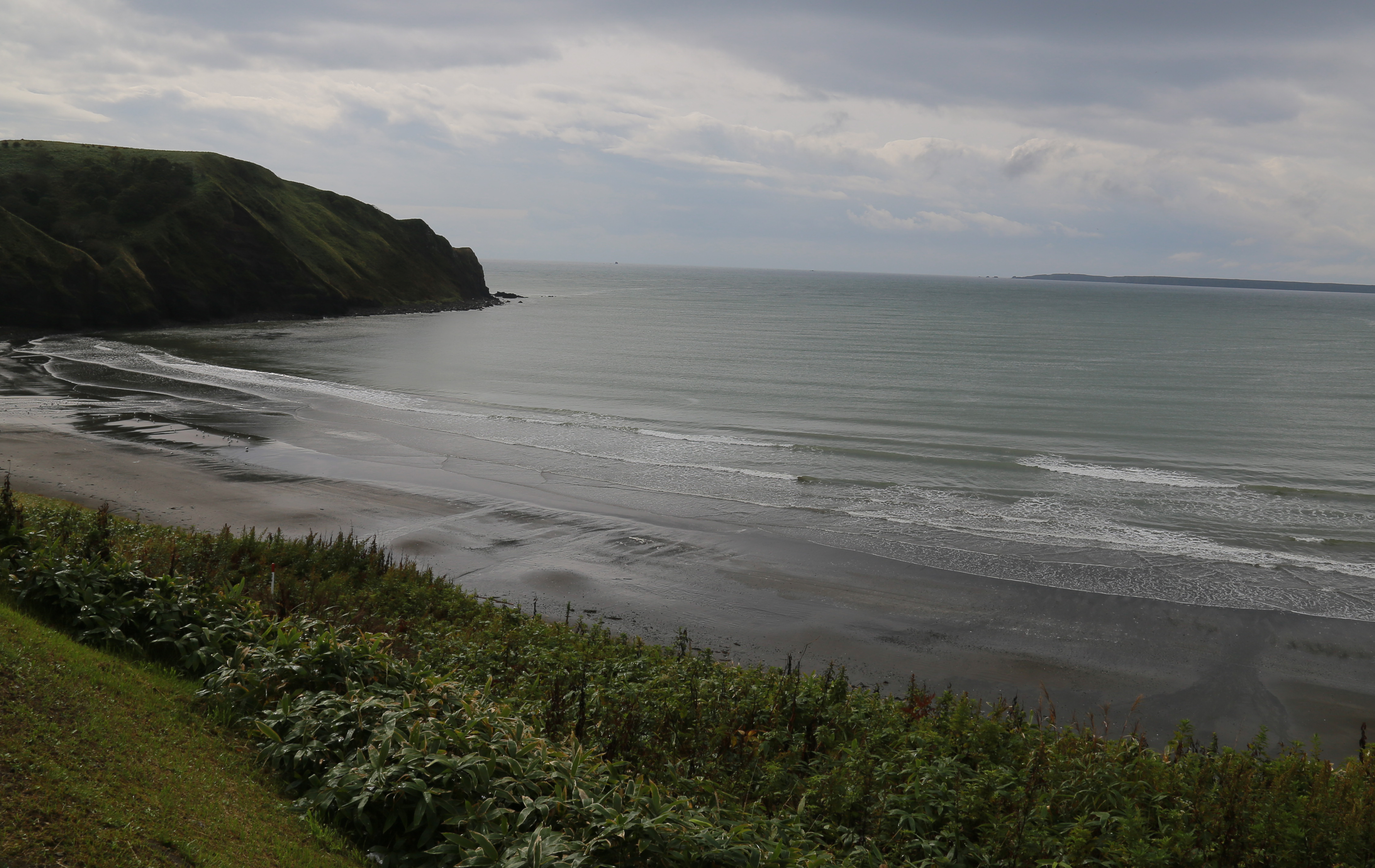
ウラヤコタン異国船上陸の浜

- 霧多布岬
- ルパン三世通り
- アゼチ岬
- 霧多布湿原：ラムサール条約北海道遺産に登録された湿原。「霧多布泥炭形成植物群落」は国の天然記念物。
- 霧多布温泉ゆうゆ：浜中町ふれあい交流・保養センター
- 酪農展望台 国道44号に接する展望台
- 琵琶瀬展望台 太平洋を見渡せる
- ムツゴロウ動物王国（非公開）

- ウラヤコタン異国船上陸地

### イベント
- ルパン三世フェスティバルin浜中町
- 浜中うまいもん市（7月）
- 岬まつり（9月）
- 牧場祭（2013年9月で終了）
- やっ茶内雪まつり（やっちゃう）（2月）（2007年終了）

## 出身の有名人
- モンキー・パンチ - 漫画家
代表作である『ルパン三世』（原作）の主役のルパン三世[注 1]と峰不二子も浜中町出身ということになっている。
- 大野勝巳 - 外交官　帝国ホテル社長
- 奥田仁 - 経済学者
- 上田和男 - バーテンダー（「ミスター・ハードシェイク」、銀座『TENDER』オーナー・バーテンダー）
- 長澤幸太 - ばんえい競馬騎手
- 武藤祐貴 - プロゴルファー
- DJ TAMA a.k.a. SPC FINEST - DJ, Producer

## 関連人物
- 道下俊一 - 釧路赤十字病院浜中診療所で1953年から47年間医師を務める。

## 浜中町が舞台の作品
- 小説『霧多布殺人湿原』（著：梓林太郎 徳間書店） ISBN 9784198905262
- ルパン三世シリーズ
  - 原作コミックス第11話「健在ルパン帝国」（著：モンキーパンチ 双葉社）
  - 『TV第2シリーズ』第108話「哀しみの斬鉄剣」
  - アニメスペシャル『ルパン三世 霧のエリューシヴ』
- 道下俊一を描いた作品
  - プロジェクトX〜挑戦者たち〜第125回「霧の岬 命の診療所」
  - 潮風の診療所〜岬のドクター奮戦記〜
- 思い出のマーニー (スタジオジブリ制作 長編アニメーション映画)
  - 釧路～根室間にある架空の町が舞台。 藻撒布沼が「湿っ地屋敷」前の沼地のモデルだと言われる。

## その他
- 2008年4月より全国で初めて行政区域内の全商店でレジ袋を有料化した。
- 2009年1月朝日新聞社のふるさと100選に選出。